# Гуальтьери, Роберто
Роберто Гуальтьери (итал. Roberto Gualtieri; род. 19 июля 1966, Рим) — итальянский историк и преподаватель, министр экономики и финансов (2019—2021). Мэр Рима (с 2021).

## Биография
Окончил Римский университет Ла Сапиенца по специальности «новейшая история», там же защитил докторскую степень по истории и получил должность профессора новейшей истории.

### Политическая карьера
В 1985 году вступил в Итальянскую молодёжную коммунистическую федерацию (FGCI). Впоследствии стал активистом Итальянской коммунистической партии, после её самороспуска в 1991 году вошёл в Демократическую партию левых сил, в 2001 году избран в секретариат римской организации Левых демократов. Является заместителем директора Фонда Грамши. В 2006 году был среди учредителей Демократической партии и авторов её манифеста, в 2007 году избран в Ассамблею партии, в 2008 году — в её Национальное правление.
В 2009 году избран в Европейский парламент от центральной Италии, в 2014 и 2019 годах переизбран. В 2019 году возглавил Комиссию по экономическим и валютным проблемам.
4 сентября 2019 года получил портфель министра экономики и финансов при формировании второго правительства Джузеппе Конте, а 5 сентября в составе нового кабинета принёс присягу и вступил в должность.
1 марта 2020 года победил на дополнительных выборах в центральном избирательном округе Рима с результатом 62,2 % при явке на фоне паники вокруг распространения коронавируса SARS-CoV-2 около 17 %, получив мандат депутата парламента, освободившийся после перехода его обладателя, Паоло Джентилони, на должность еврокомиссара.
13 февраля 2021 года приведено к присяге правительство Драги, в котором Гуальтьери не получил никакого назначения, а министром экономики и финансов стал Даниеле Франко.

### Участие в выборах мэра Рима
20 июня 2021 года победил на праймериз ДП в Риме, официально став кандидатом партии на пост мэра.
3-4 октября 2021 года в первом туре муниципальных выборов возглавил левоцентристскую коалицию, основу которой составила Демократическая партия при участии Зелёной Европы, Итальянской социалистической партии и нескольких мелких списков. Получил 27 % голосов, уступив кандидату правоцентристского блока Энрико Микетти (30,1 %), и вышел вместе с ним во второй тур голосования (при этом левоцентристы обеспечили себе 29 мест в муниципальном совете, а правоцентристы — только 8, не оставив триумфатору предыдущих выборов — Движению пяти звёзд с его четырьмя мандатами никаких шансов). Во втором туре голосования 17-18 октября 2021 года победил с результатом 60,2 %.
21 октября 2021 года официально вступил в должность мэра Рима.
4 ноября Гультьери объявил состав сформированной им администрации из двенадцати асессоров (шесть мужчин и шесть женщин). В этот же день отказался от депутатского мандата.